# Despotie
Die Despotie oder der Despotismus (altgriechisch δεσποτία despotía, von δεσπότης despótes, deutsch ‚Herr‘) ist eine Herrschaftsform, in der ein Herrscher oder Oberhaupt wie etwa ein Staatsoberhaupt (Despot = unumschränkt Herrschender, Gewaltherrscher oder abwertend für einen herrischen, tyrannischen Menschen) die uneingeschränkte Herrschaft ausübt. Heutzutage wird mit dem Begriff Despotie eine „schrankenlose Gewalt-, Willkürherrschaft“ bezeichnet.
Oft ist mit Despotie eine Entartungsform der Monarchie gemeint (Tyrannis). Kennzeichen dieser Form ist Willkürherrschaft, denn es entscheiden lediglich der Wille und die Willkür des Herrschers. Damit stellt die Despotie den höchsten Grad und die besondere Ausgestaltung eines autokratischen oder absolutistischen Regierungssystems dar. Die Despotie ist aber nicht auf die Monarchie beschränkt, denn auch in einer Republik können Gewalthaber despotisch auftreten, soweit es ihnen gelingt, lediglich nach ihrem Willen die Geschicke der Bevölkerung zu bestimmen. Daher entspricht in der moderneren Typologie politischer Systeme die totalitäre Diktatur der Despotie.
Allgemein bezeichnet Despotismus auch eine durch Willkür und Schrankenlosigkeit gekennzeichnete Herrschaftsordnung oder Regierungsweise. Der Begriff Despotismus wird aus der Staatstheorie nicht selten in andere Lebensverhältnisse übertragen. Im Gemeinde-, Kirchen-, Vereins- oder Familienleben wird der Begriff ebenfalls benutzt, wenn ein Einzelwille in ungerechtfertigter Weise anderen gegenüber dominiert.
Weil der Herrscher oder die herrschende Gruppe ihre Macht in despotischer Weise ausüben und  Machtbefugnisse missbrauchen, wird dem Despotismus von manchen Staatstheoretikern jede Förderung des Gemeinwohls abgesprochen. Die Despotie begründet als illegitime Herrschaftsform nach Ansicht vieler Staatstheoretiker ein Widerstandsrecht, wie es im Grundgesetz in Deutschland in Art. 20 Abs. 4 GG garantiert ist.

## Geschichte
Der Despot ist im griechischen Wortursprung der ‚Herr‘, insbesondere über Sklaven und auch im Sinne von Hausherr. Die griechische Polis war durch eine Trennung von Haushalt (oikos) und öffentlicher Sphäre charakterisiert. Wenn sich ein Politiker in der öffentlichen Sphäre so verhält wie im privaten Haushalt, d. h. die freien Bürger als Sklaven behandelt, spricht man in der antiken Tradition von Despotie.
Der Despotismus ist eine der ältesten Herrschaftsformen, denn immer wieder sind monarchische und auch demokratische Regierungen zu Despotien entartet. Bereits im Altertum bei den Griechen (Dionysios I. von Syrakus) und in der römischen Kaiserzeit (Caligula) finden sich viele Beispiele, und auch zur Zeit der Völkerwanderung beherrschten zahlreiche Stammesfürsten auf despotische Weise ihre Völker.
Im Mittelalter strebten manche Fürsten nach absoluter Macht und so entsteht der  Fürstendespotismus. Im 17. Jahrhundert bezeichnete Ludwig XIV. von Frankreich sich als „Sonnenkönig“ und schaltete den Einfluss des Adels aus. In Deutschland entstand im 17. und 18. Jahrhundert ein patriarchalischer Despotismus, der durch ein eher väterlich-fürsorgliches Verhältnis zwischen Landesherrn und Landeskindern gekennzeichnet war.
Stark despotische Reiche traten auch in Asien auf, wobei der Kaiser von China die größte Macht ausübte und in der Qing-Dynastie einen aufgeklärten Despotismus errichtete.
Seit der Zeit der Aufklärung wurde die absolute Staatsmacht von französischen Philosophen wie Jean-Jacques Rousseau, Condorcet, Montesquieu und Voltaire sowie den englischen Denkern wie Hume und auch von dem Gründervater der amerikanischen Demokratie Thomas Jefferson kritisiert.
Der Verweis auf einen drohenden „Sieg des russischen Despotismus“ diente dem SPD-Parteivorsitzenden Hugo Haase im August 1914 als Begründung für die Zustimmung zu den Kriegskrediten.
In neuerer Zeit trat der Despotismus wieder im Dritten Reich (1933 bis 1945) unter Adolf Hitler, in Spanien (1939 bis 1975) unter Francisco Franco, in der Sowjetunion unter Josef Stalin, in Italien (1922 bis 1943) unter Benito Mussolini, in Chile (1973 bis 1990) unter Augusto Pinochet, im damaligen Zaire (heute Demokratische Republik Kongo) unter Mobutu Sese Seko, in Uganda unter Idi Amin oder in der Zentralafrikanischen Republik unter Jean-Bédel Bokassa auf. Auch mehrere heutige Staaten in Asien und Afrika können als Despotien betrachtet werden, so etwa Nordkorea, Turkmenistan oder Simbabwe.

## Eigenschaften einer Despotie

### Despotie in der Antike
Vor der Antike war die Unterscheidung zwischen Despotie und anderen Formen der Herrschaft kaum begrifflich darzustellen, weil es keine Gesetze und Beschränkungen von Herrschaft gab. Nach dem griechischen Verständnis gab es vor der Polis und jenseits der Polis nur Despotie(n).
Im antiken Griechenland vor allem Athen entwickelte sich die attische Demokratie, die zwischen einer legitimen und einer illegitimen Herrschaft unterscheiden konnte. Die Tyrannis, eine Entartung der Monarchie, war keine Despotie, weil der Rahmen des Politischen noch existierte. Erst wenn es dem Tyrannen gelingen würde, alle Bürger dauerhaft zu Sklaven zu machen und auch das Gedächtnis an eine Zeit vor der Tyrannis zum Verschwinden zu bringen, dann kann man, nach antikem Verständnis von einer Despotie sprechen. Der Begriff Diktatur war nach römischem Verständnis eine zeitlich beschränkte Alleinherrschaft. Diese Beschränkung unterschied sie von der Despotie. Noch im römischen Kaiserreich galten weiterhin de jure die Gesetze der Republik. De facto kann allerdings das Handeln einiger Kaiser als despotisch bezeichnet werden.

### BegriffDespotienach der Antike
Die Untertanen sind ihrem Despoten zu unbedingtem Gehorsam verpflichtet. Es gibt kein Parlament und keine Parteien oder diese bestehen nur zum Schein. Eine Opposition besteht nicht und eine Diskussion wird nicht geduldet. Kritiker und Abweichler werden gnadenlos verfolgt. Der Despot regiert zumeist durch Günstlinge, die nicht selten große, aber ausschließlich von ihm herrührende politische Macht besitzen. Der Despot strebt jedoch danach, diese Macht durch das gezielte Schüren von Rivalität zu kontrollieren.
Der Herrscher einer Despotie besitzt ein absolutes Machtmonopol, ihm allein unterstehen die Machtorgane Militär und Polizei. In der Regel gibt es eine Geheimpolizei für die im Sinne eines Überwachungsstaats organisierte Verfolgung politischer Gegner. Oft orientiert sich die Politik dieser Staaten an einer Ideologie.
Immanuel Kant grenzte in seiner Schrift Zum ewigen Frieden (1795/6) Despotismus von Republikanismus dadurch ab, dass in jenem „der öffentliche Wille […] von dem Regenten als sein Privatwille gehandhabt wird“, mithin die ausführende Gewalt nicht von der gesetzgebenden abgesondert sei. Insofern könne es Despotismus auch in Demokratien geben.
Der Personenkult um einen Despoten nimmt häufig religiöse Züge an: Sein Abbild wird beispielsweise auf Medaillen und Porzellantellern dargestellt, man sieht ihn auf Denkmälern; Straßen und Plätze sind nach ihm benannt.

## Titel „Despot“
Im Mittelalter entstand in Byzanz der Titel des Despotes, der für die höhere Aristokratie reserviert war. Als höchster Titel nach dem des Kaisers geschaffen, konnte der Despot Inhaber einer Despotie oder Despotat sein, war aber auch ab 1261 der Titel des Thronfolgers, der gleichzeitig der Herrscher im Despotat Morea war. Die weibliche Form Despoina bezeichnet einen weiblichen Despoten oder die Ehefrau eines Despoten.
Auch außerhalb Byzanz, vor allem in Südosteuropa verbreitete sich der Titel als höchster Herrschertitel, so wurde Béla III. von Ungarn (regierte 1172–1196) der erste nichtbyzantinische Despotes. In der Regel wurde deren Herrschaftsgebiet dann als Despotat bezeichnet, wie das Despotat Epirus oder das Despotat Dobrudscha.
In der byzantinischen Liturgie wird der Priester vom Diakon bis heute als Despot angesprochen. Diese Titel sind neutral im Sinne von „Herrscher“ zu verstehen, ohne die heute übliche negative Bedeutung „Gewaltherrscher“.